# 로베르 들로네
로베르 들로네(Robert Delaunay, 1885년 4월 12일~1941년 10월 25일)는 프랑스의 화가이다. 로베르 들로네는 1885년 파리 태생이며 그림은 독학으로 최초 쇠라 및 포비즘의 영향을 받았다. 특히 신인상파의 색채 분할에 큰 관심을 가지고 이를 연구하였다고 한다. 1909년 파블로 피카소와 브라크의 큐비즘에 기울어졌으나 그들이 추구하는 것에 동화(同化)되지 않고 독자적인 길을 걸었다. 그것은 큐비즘의 구성에 포비즘의 강렬한 색채를 도입하려는 시도이며 색채를 잃어버린 분석적 큐비즘에 대한 하나의 반증(反證)이기도 하였다. 이러한 시도는 1912년경 그의 양식으로서 어떤 총합에 도달한 것이며, 아폴리네르가 명명(命名)한 오르피즘이 그것이다.
들로네는 한편 독일적인 사고에 관심이 깊어 예술과 과학의 결합을 생각하고 있었으나 이것이 다른 제예술(諸藝術)과 폭넓은 통합을 의도하는 '블라우에 라이터' 그룹과 교류하는 실마리가 되었다. 1912년 '블라우에 라이터' 전에는 출품자로 참가하였고 이 파의 마케, 마르크 및 클레와 서로 영향을 주고 받은 점을 볼 수 있다. 또 칸딘스키와의 접촉이 점차로 시각적 대상에서 멀어져서 리드미컬한 색채 구성으로 향하여 가려던 들로네에게 1912년 처음으로 비구상(非具象)의 작품을 그리도록 하였던 것이다.
1914년부터 1920년까지 그는 대부분의 기간을 스페인과 포르투갈에서 보냈으며 그 동안에 한때 다다이즘을 접하기도 했다. 파리에 돌아온 후 나이가 더할수록 그의 작품은 더욱더 추상으로 기울어졌다. 큐비즘에 색채를 도입한 점 및 색채의 리듬에 입각하여 큐비즘에서 추상으로 향한 길을 열었다고 하는 점으로 그가 추상화에 끼친 선구적인 공적은 칸딘스키와 더불어 실로 크다 하겠다. 작품 <에펠탑>(1911)은 초기에 있어서 그의 대표작으로 알려졌고 그의 아내 소니아 들로네도 오르피스트로 활약한 화가이다.